# Ступак, Неонила Захаровна
Неонила Захаровна Ступак (28 октября 1915 — 6 июня 1999) — трактористка Пиротчинского торфопредприятия, Сумской области, Герой Социалистического Труда.

## Биография
Родилась 28 октября 1915 года. Место рождения в источниках приводится разное: Новомиргородский район Кировоградской области, село Заречье Кролевецкого района Сумской области, Черкасская область. Украинка.
В 1931 году по комсомольской путевке приехала в город Шостка Сумской области на новостройки, работала маляром-штукатуром. В 1934 году окончила курсы трактористов при сахарном заводе в посёлке городского типа Воронеж Шосткинского района. С 1934 года работала механизатором в совхозе имени Петровского. Освоила ещё одну профессию — шофера. Окончила курсы водителей в городе Конотоп Сумской области. После курсов работала в колхозе «Борец» в селе Клышки Шосткинского района.
В начале Великой Отечественной войны не успела эвакуироваться. Жила на оккупированной территории. По доносу была арестована, избежать расстрела помог случай. После освобождения села Клышки от немцев, возглавляла полеводческую бригаду. Бригада состояла из женщин и детей, до конца войны выращивали хлеб для фронта.
С апреля 1946 года работала трактористкой на Пиротчинском торфопредприятии. Почти 25 лет до 1970 года проработала на участке сушения и валкования фрезерного торфа. Трудилась по-стахановски, почти вдвое перевыполняла трудовые задания. При норме 9 гектаров, фрезеровала каждый день по 14—15 гектаров. Поначалу был старый трактор, к которому даже запчастей не хватало. Вскоре пересела на сушильный агрегат. Эта работа требовала глубокого знания технологии торфодобычи. Училась у опытных товарищей. Со временем и к ней стали обращаться за опытом молодые механизаторы, делилась и своим опытом, была наставником молодежи. По её предложениям внедрялась новая технология добычи и сушения фрезерного торфа.
Указом Президиума Верховного Совета СССР от 29 июня 1966 года за выдающиеся успехи в выполнении заданий семилетки по развитию торфяной промышленности трактористке Пиротчинского торфопредприятия Ступак Неониле Захаровне присвоено звание Героя Социалистического Труда с вручением ордена Ленина и золотой медали «Серп и Молот».
Н. З. Ступак — единственная, среди женщин-торфодобытчиков, Герой Социалистического Труда.
С 1970 года — на пенсии. В 1972 году, будучи на пенсии, проработала сезон на тракторе Т-40 с перевыполнением нормы в полтора раза.
С 1960-х годов неоднократно избиралась депутатом Сумского областного совета 6-го и 7-го созывов, районного и сельского советов. Была членом республиканского комитета профсоюзов Украины.
Жила в селе Губаровщина Кролевецкого района Сумской области, затем — в городе Кролевец. Умерла 6 июня 1999 года. Похоронена в Кролевце.
Награждена орденом Ленина, медалями, в том числе серебряной медалью ВДНХ.
Была занесена в областную книгу трудовой славы. Сумское торфообъединение учредило переходной приз имени Героя Социалистического Труда Н. З. Ступак, который ежегодно вручался лучшему трактористу объединения. В селе Гречкино Кролевецкого района, в котором находилась контора Пиротчинского торфопредприятия, Героине установлена мемориальная доска.